# Roby (Polska)
Roby – wieś sołecka w północno-zachodniej Polsce, położona w województwie zachodniopomorskim, w powiecie gryfickim, w gminie Trzebiatów.
Według danych z 28 lutego 2009 wieś miała 240 mieszkańców.
Przez wieś biegnie droga powiatowa nr 0139Z z Mrzeżyna do Bieczyna i Bieczynka. Odchodzi od niej droga powiatowa nr 0124Z Gorzysławia. Po drogach tych poprowadzono dwa znakowane szlaki turystyczne: czerwony Szlak Nadmorski oraz EV10 Szlak Rowerowy Wokół Bałtyku z EV 13 Szlakiem Żelaznej Kurtyny.
W latach 1946–1998 miejscowość administracyjnie należała do województwa szczecińskiego.

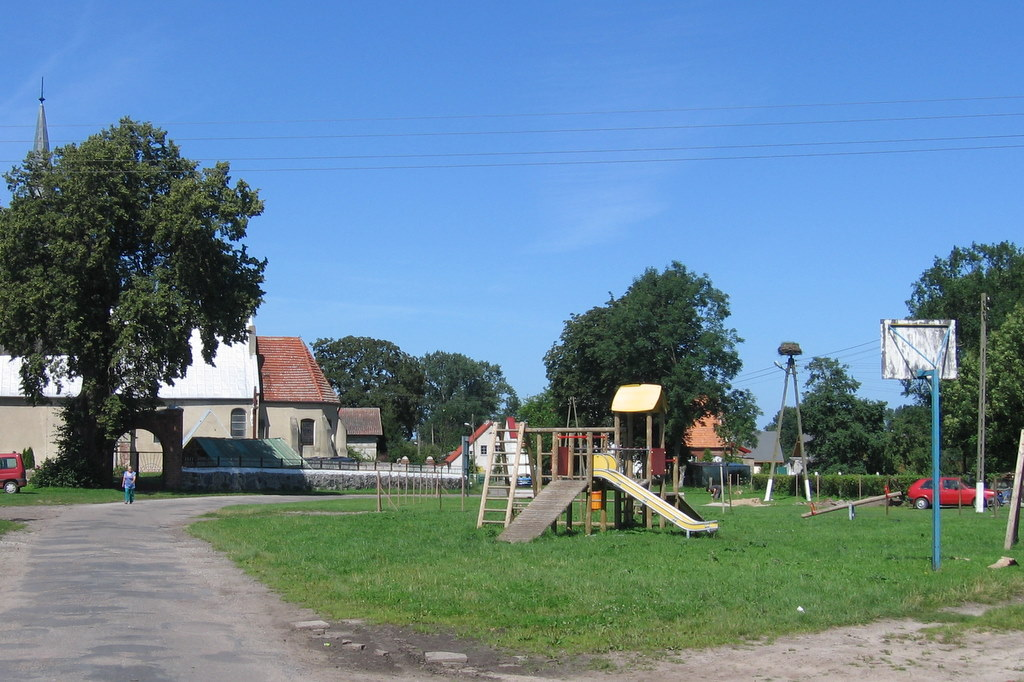
Środek wsi z placem zabaw i kościołem

Na terenie wsi stoi zabytkowy kościół pw. Niepokalanego Serca NMP, budowany w XIII, XV, XVII-XVIII wieku.
Kościół posiada ołtarz (ukończony w roku 1654), ambonę oraz część empor fundacji Zofii holsztyńskiej (1579-1658) żony księcia pomorskiego Filipa II szczecińskiego (1573-1618). Ołtarz ucierpiał znacznie podczas wojny, zaginęło wiele rzeźb oraz rzeźbiona scena ukrzyżowana z głównej części. Obecnie w ołtarzu znajdują się współczesne obrazy przedstawiające ostatnią wieczerze i ukrzyżowanie. W ołtarzu w bocznych partiach predelli znajdują się herby Filipa II oraz jego żony Zofii holsztyńskiej. Przy kościele znajduje się tablica pamiątkowa. 
Przed II wojną światową w wiosce działała stacja Gryfickiej Kolei Wąskotorowej na liniach Trzebiatów–Mrzeżyno oraz Roby – Kępa Nadmorska (Rogowo). Na drodze w kierunku Mrzeżyna pozostałości po moście drogowym i czynny most kolejowy (obecnie samochodowy). W środkowej części wsi znajduje się plac zabaw dla dzieci.
0,3 km na południe rezerwat przyrody Roby.
Samorząd gminy Trzebiatów utworzył sołectwo Roby, będące jej jednostką pomocniczą. Obejmuje ono jedynie wieś Roby, której mieszkańcy wyłaniają sołtysa i 5-osobową radę sołecką.
Mieszkańcy Robów wybierają 1 radnego do 15-osobowej Rady Miejskiej w Trzebiatowie, w jednomandatowym okręgu wyborczym obejmującym także wschodnią część Mrzeżyna i kolonię Rogowo.
Kościół filialny i katoliccy mieszkańcy przynależą do parafii rzymskokatolickiej w Mrzeżynie.
| Zakres wieku mężczyzn | Mężczyźni | Kobiety | Zakres wieku kobiet |
| --------------------- | --------- | ------- | ------------------- |
| 0–19                  | 32        | 32      | 0–19                |
| 20–60                 | 76        | 65      | 20–65               |
| powyżej 60            | 12        | 23      | powyżej 65          |
| Razem (Σ)             | 120       | 120     | (Σ) Razem           |